# Johann Heinrich Reß
Johann Heinrich Reß (* 28. März 1732 in Helmstedt; † 11. Januar 1803 in Wolfenbüttel) war ein deutscher lutherischer Theologe, Lehrer und Schriftsteller.
Reß veröffentlichte zu Lebzeiten zahlreiche theologische Aufsätze sowie Schriften über eine praxisnahe Lehrerausbildung; zu größerer Bekanntheit kam er allerdings erst als Beteiligter des Fragmentenstreits mit Gotthold Ephraim Lessing.

## Leben
Reß wurde 1732 als Sohn von Johann Prosper Reß, Rektor der Helmstedter Stadtschule, geboren. Nach Beendigung seiner schulischen Ausbildung begann er am 15. Dezember 1749 an der Academia Julia (Universität Helmstedt) sein Theologiestudium. Nach dem Besuch des Predigerseminars des Klosters Riddagshausen wurde er am 18. September 1758 vor dem Konsistorium zu Wolfenbüttel ordiniert. Aufgrund seiner Ernennung zum Pastor und Inspektor des Braunschweiger Waisenhauses Beatae Mariae Virginis trat er seine Stelle als Diaconus in Vorsfelde und Pastor in Parsau nicht an, die er im Oktober 1759 erhalten hatte. Im Waisenhaus arbeitete Reß seit Anfang 1760 als Pfarrer, Lehrer und schließlich Schulleiter, bis er im August 1765 die Superintendentur zu Thiede übertragen bekam. In den folgenden Jahren wurde Reß zum Archidiakon der Wolfenbütteler Hauptkirche Beatae Mariae Virginis ernannt, in der er seit 1773 als Pfarrer arbeitete, und erlangte das Amt des Inspektors des Wolfenbütteler Schullehrerseminars, das er bis zu seinem Tod innehatte.
Am 16. November 1792 wurde Johann Heinrich Reß zum Propst des Klosters „Zur Ehre Gottes“ in Wolfenbüttel ernannt. Nach dem Tod des hiesigen Abts Franz Anton Knittel 1793 erhielt Reß den Titel Pastor primarius an der Hauptkirche Beatae Mariae Virginis. Nachdem er die bis dahin von Knittel verwaltete Generalsuperintendentur nicht bekommen hatte, legte Johann Heinrich Reß die 1765 erhaltene Thieder Superintendentur ab.
Johann Heinrich Reß starb am 11. Januar 1803 an Schwindsucht. Er hinterließ seine Ehefrau sowie einen Sohn und die beiden Töchter.
Reß' Wohnhaus in der Reichsstraße 4 am Wolfenbütteler Kornmarkt, gegenüber der Hauptkirche BMV, ist noch heute auf Stadttouren zu besichtigen.

## Wirken

### Pädagogisches Wirken
Reß galt als Philanthrop seiner Zeit. Seine oberste Prämisse war die einer praxisorientierten Lehrerausbildung, die auf das praktische Leben vorbereiten sollte. Neben theoretischen Kenntnissen sollten die Schüler nach Reß‘ Meinung vor allem Wirklichkeitssinn und Lebensnähe vermittelt bekommen. Neben der Förderung des Industrieunterrichts plädierte Reß deshalb für eine lernfreundliche Umgebung in den Schulen, so etwa für große Pausenhöfe oder optimale Bedingungen für die Schüler in den Klassensälen.
Die theologischen Grundsätze, denen er als Pfarrer verpflichtet war, wollte Reß näher in das praktische Leben rücken und die Religion dadurch mehr in den Alltag einbetten; so sollten die christlichen Werte- und Moralvorstellungen nicht nur fest im Denken, sondern auch im Handeln offenbar werden.
Reß war vor allem als Lehrer und Examinator der angehenden Landschulmeister tätig und kümmerte sich um die Ausbildung des Landschullehrerstandes.

### Theologische Position
Johann Heinrich Reß war zeit seines Lebens Anhänger der Glaubenstheorien des evangelischen Theologen Siegmund Jakob Baumgarten. Es vertrat dessen Verbindung vom orthodoxen Luthertum und vom Halleschen Pietismus.

### Schriftstellerisches Wirken
Reß war als Schriftsteller in den Bereichen Theologie, Geschichte und Landwirtschaft tätig. Viele seiner Werke wurden während seiner Lebzeit im Braunschweigischen Magazin veröffentlicht, die meisten darunter befassten sich mit dem Thema der Ausbildung der Lehrer für das praktische Leben oder regionalgeschichtlichen Aspekten. 1806, drei Jahre nach seinem Tod, erschien Reß‘ umfangreichstes Werk „Ueber Benennung und Ursprung aller Oerter des Herzogthums Braunschweig-Wolfenbüttel“. Große Aufmerksamkeit erregte Reß aber vor allem durch den Fragmentenstreit mit Gotthold E. Lessing, an dem der maßgeblich beteiligt war.

### Fragmentenstreit mit G. E. Lessing
Gotthold E. Lessing, damaliger Leiter der herzoglichen Bibliothek in Wolfenbüttel, brachte ab 1773 in der Zeitschrift „Zur Geschichte und Literatur aus den Schätzen der herzoglichen Bibliothek zu Wolfenbüttel“ sieben anonyme Beiträge unter dem Titel „Fragmente eines Ungenannten“ heraus. Darin wurden zehn Kontroversen über die Auferstehung Christi aufgestellt, in denen sich die einzelnen Evangelien voneinander unterscheiden. Reß reagierte auf diese Thesen 1777 mit seiner Schrift „Die Auferstehungsgeschichte Jesu Christi gegen einige im vierten Beytrage zur Geschichte und Litteratur aus den Schätzen der Herzoglichen Bibliothek zu Wolfenbüttel gemachte neure Einwendung vertheidiget“ (Braunschweiger Verlag der Fürstlichen Waisenhausbuchhandlung). Darin versuchte er die zuvor aufgezeigten Widersprüche und damit die Folgerung, dass die biblische Auferstehung unglaubwürdig sei, zu entkräften. Obgleich Reß als Verfasser ungenannt blieb, wusste Lessing um ihn als Autoren und sprach ihn in seiner Antwort-Schrift „Eine Duplik“ als „lieber Nachbar“ direkt an. Da Reß‘ Argumentation seicht und wenig logisch blieb, war es für Lessing nicht schwierig, Reß‘ Werk herabzusetzen. Anfangs noch sachlich, verfiel Lessing schnell in einen ironischen und spöttischen, „äußerst leidenschaftlichen und höhnischen Ton […], der schon bei zeitgenössischen Verehrern Lessing’s einen peinlichen Eindruck machte“. Später wurde Lessings rauer Tonfall dessen Trauer über den Verlust der Ehefrau und des gemeinsamen Kindes zugeschrieben. Johann Heinrich Reß lieferte 1779 als Gegenreaktion auf „eine Duplik“ noch seine Publikation „Die Auferstehungsgeschichte Jesu Christi ohne Widersprüche, gegen eine Duplik“ (Hannover 1779), die Lessing allerdings ohne jeglichen Kommentar unbeantwortet ließ.

### Werke (Auswahl)
- Ueber Benennung und Ursprung aller Oerter des Herzogthums Braunschweig-Wolfenbüttel. Wolfenbüttel 1806 (books.google.de).
- Die Auferstehungsgeschichte Jesu Christi Gegen Einige Im Vierten Beytrage Zur Geschichte Und Litteratur Aus Den Schätzen Der Herzoglichen Bibliothek Zu Wolfenbüttel Gemache Neure Einwendung Vertheidiget Braunschweig 1777 (books.google.de).
- Die Auferstehungsgeschichte Jesu Christi ohne Widersprüche, gegen eine Duplik Hannover 1779.